# Supertanker
Supertanker (angleško ultra large crude carrier, ULCC ali pa very large crude carrier, VLCC) je orjaški tanker za prevoz nafte. Z njimi vozijo ogromne tovore surove nafte z naftnih polj po vsem svetu v industrijske dežele. Po definiciji je supertanker naftni tanker z načrtovano nosilnostjo vsaj 250.000 ton.
Več dejavnikov je spodbudilo izgradnjo supertankerjev. Sovražnosti na Bližnjem vzhodu, ki prekine promet prek Sueškega prekopa, je delno prispevala k tem, kot tudi podržavljenje naftnih rafinerij na Bližnjem vzhodu. Prav tako je odigrala svojo vlogo tudi ostra konkurenca med ladjarji.  Vendar pa poleg teh premislekov leži preprost razlog v ekonomični prednosti : ljudje gradijo supertankerje, ker je prevoz z njimi poceni. Cenejše je, če naložimo ogromno tovora na eno ladjo, kakor če ga razdelimo na več ladij.
V letu 2008 so trenutno štirje največjih delujoči supertankerji znani kot TI Azije, Evrope, TI, TI Oceanije, in TI Afrike. Te ladje so bile zgrajene v letih 2002 in 2003 kot  Hellespont Alhambra, Hellespont Metropolis, Hellespont Tara in Fairfax za grški Hellespont Parnik Corporation. Hellespont je prodal te ladje Overseas Shipholding Group, Inc. (OSG)  in Euronav v letu 2004. Vsaka od štirih ladij ima zmogljivosti več kot 441.500 ton, skupna dolžina od 380,0 metra naprej in zmogljivost tovora 503.409.900 litrov. 
Slabost supertankerjev je neokretnost. Če tak tanker nasede, lahko pride do katastrofe, nafta se razlije in onesnaži velika območja.

## Razvoj
V 80. letih dvajsetega stoletja so med supertankerje spadale velike ladje kakršnekoli vrste. Največja med njimi je bila ladja Knock Nevis, katere skupna nosilnost je bila 560.000 ton, izpodriv pa 647.955 ton. Ta pošast je bila dolga približno toliko kot štiri nogometna igrišča in široka kot šest teniških igrišč, vendar jo je lahko krmarila le peščica moštva.
Tankerji so se močno povečali od druge svetovne vojne. Značilen T2 tanker v drugi svetovni vojni je bil dolg 162 m in je imel nosilnost 16.500 ton. Moderni supertanker pa je lahko daljši od 400 m in ima nosilnost tudi preko 500.000 ton. V večini primerov sicer okrog 300.000 ton (2 milijona sodčkov) nafte, ker so bolj praktični.